# Le Droit d'être mère

Le Droit d'être mère (All She Ever Wanted) est un téléfilm américain réalisé par Michael Scott et diffusé en 1996.

## Synopsis
Rachel Stockman souffre d'un déséquilibre psychologique. Grâce à un traitement draconien, à son travail et au soutien de son mari, elle parvient à mener une vie normale. Une seule chose fait désormais obstacle à son bonheur: en raison des risques engendrés par son traitement et des inconvénients qui découleraient de son interruption, son médecin lui a toujours interdit d'être enceinte. N'écoutant que son désir d'être mère, Rachel décide de passer outre et d'en assumer les conséquences. Pendant sa grossesse, elle endure les crises, tandis qu'autour d'elle, les avis défavorables se multiplient. Rachel doit bientôt faire face à la justice...

## Fiche technique
- Titre original : All She Ever Wanted
- Réalisation : Michael Scott
- Scénario : David Hill
- Photographie : Alan Caso
- Musique : James Di Pasquale
- Durée : 90 min
- Pays : États-Unis

## Distribution
- Marcia Cross (VF : Céline Monsarrat) : Rachel Stockman
- James Marshall (VF : Jean-Claude Montalban) : Tom Stockman
- Leila Kenzle : Jessy Frank
- Carrie Snodgress : Alma Winchester
- CCH Pounder : Dr Marilyn Zower
- Tom Nowicki : Wesley Knight
- Richard K. Olsen : le juge Atwater
- Larry Black : M. Kelly
- Robby Preddy : Amy
- Bruce Kirby
- Patricia Clay (VF : Lucie Dolène) : Clara Fox